# Pogno
Pogno es una localidad y comune italiana de la provincia de Novara, región de Piamonte, con 1.488 habitantes.  

## Evolución demográfica
| Gráfica de evolución demográfica de Pogno entre 1861 y 2001 |
|                                                             |
| Fuente ISTAT - elaboración gráfica de Wikipedia             |